# Bagh Chal
Le Bagh Chal (népalais : ), ou tactique (mouvement) du tigre, est un jeu de stratégie originaire du Népal opposant deux adversaires. Le jeu est asymétrique dans la mesure où l'un des joueurs contrôle quatre tigres, alors que son adversaire contrôle vingt chèvres. Les tigres « chassent » les chèvres en les capturant, tandis que celles-ci tentent d'immobiliser les tigres.
On trouve également ce jeu dans de nombreuses régions de l'Inde, où il est connu sous différents noms. D'autres jeux asymétriques opposant des chèvres et des tigres sont pratiqués dans le pays, mais avec des diagrammes de jeu différents et des règles similaires, comme le Aadu puli attam (en) (« jeu des chèvres et des tigres »).

## Histoire
Il est difficile de retracer l'histoire du jeu : son diagramme est identique et ses règles sont proches de jeux médiévaux européens et asiatiques.

## Matériel

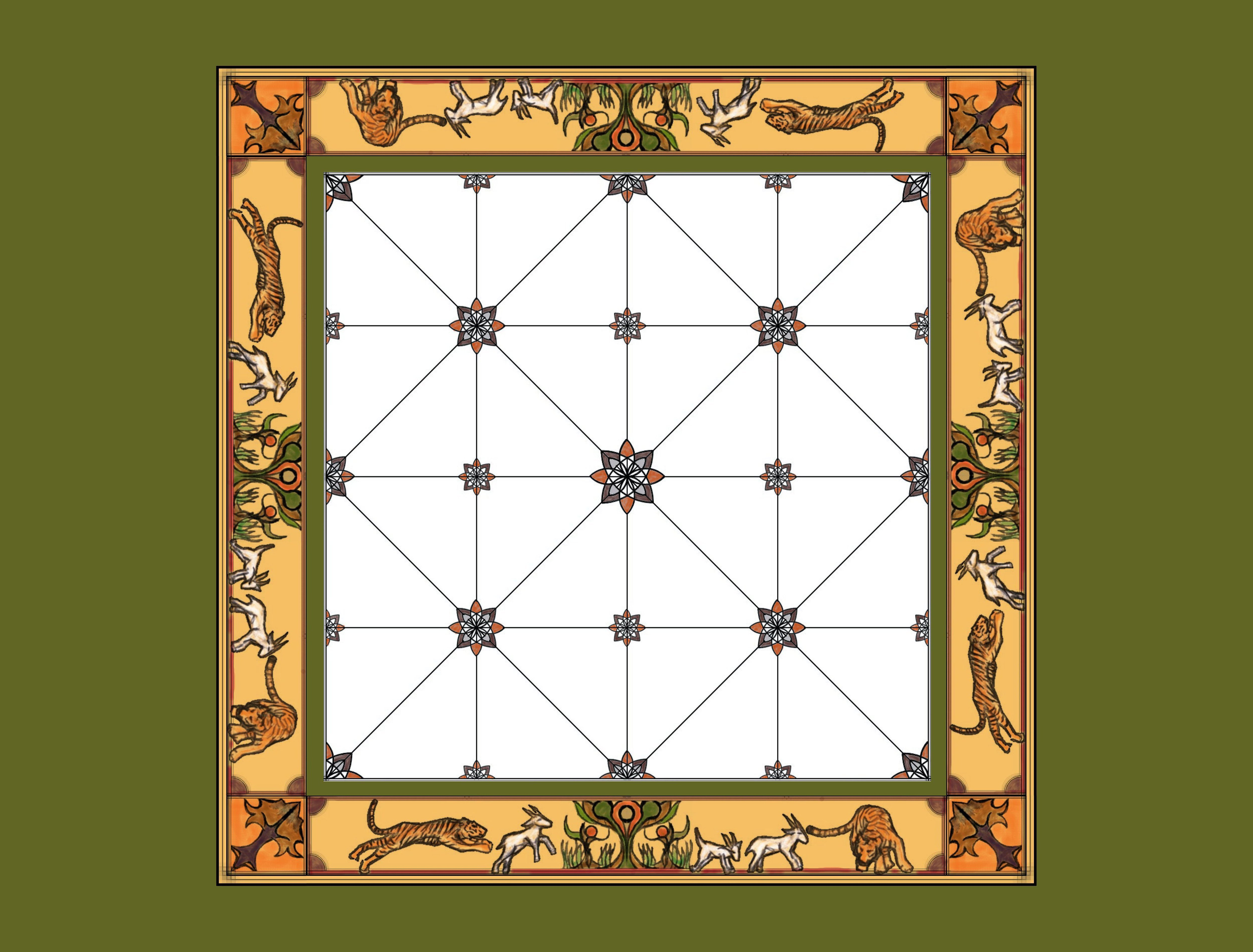
Plateau de Bagh Chal.

Le jeu se pratique sur une grille carrée de vingt-cinq points, à l'instar de l'Alquerque. Les pièces sont positionnées aux intersections des lignes et non pas dans les zones qu'elles délimitent, comme au xiangqi ou au jeu de go. Les directions des mouvements valides entre ces points sont définies par les lignes.
Le jeu se joue à deux, l'un des joueurs dispose de 20 pions chèvres, et l'autre de 4 pions tigres.

## Règle du jeu
Au début du jeu, les tigres occupent chaque coin du plateau ; le reste du terrain est vide.
Les chèvres commencent, les deux camps jouent un coup alternativement comme dans la plupart des jeux de plateau traditionnels (échecs, dames, etc.). Le bagh-chal se décompose en deux phases :
1. Pour commencer, les 20 chèvres sont placées une par une sur le plateau sans pouvoir se déplacer une fois posées. Pendant ce temps, le joueur qui a les tigres peut à chaque coup en déplacer un vers une intersection libre adjacente.
2. Ensuite, une fois que les 20 chèvres ont été posées, les chèvres et les tigres bougent tour à tour. À chaque coup, on déplace un pion d'une intersection.

Un tigre peut prendre une chèvre en sautant par-dessus (à condition que l'intersection derrière la chèvre soit libre), comme au jeu de dames. Il n'est pas obligatoire de capturer.
Il est interdit aux chèvres de créer une situation où la même séquence de coups se répète indéfiniment.

## But du jeu
Capturer ou immobiliser les pièces de son adversaire :
- L'objectif des tigres est de capturer suffisamment de chèvres (en général cinq). Le but ultime étant de ne pas se laisser bloquer par les chèvres.
- Les chèvres gagnent si elles arrivent à bloquer les tigres, c'est-à-dire qu'à leur tour de jeu les tigres n'ont aucun déplacement et aucune prise possible.

Ces deux cas sont les plus courants, cependant il existe deux situations plus rares pouvant se produire :
- Les tigres ont pris 5 chèvres mais il est possible de prouver que ceux-ci peuvent tout de même être bloqués contre toute défense, dans ce cas les chèvres gagnent[1].
- Les tigres arrivent parfois comme ci-dessous à empêcher les chèvres de bouger, dans ce cas ce sont les tigres qui gagnent.

## Éléments de technique de jeu
Il est difficile de dégager des principes stratégiques généraux au Bagh Chal. En effet ce jeu fait principalement appel à des capacités tactiques, c'est-à-dire à la recherche de séquences courtes permettant d'acquérir un avantage à court terme que l'on cherche à conserver. Comme le jeu est asymétrique (but différent pour chacun des deux joueurs) et séparé en deux phases différentes (pose puis déplacement des chèvres), il n'y a pas de conseils qui puisse s'appliquer durant toute la partie. On peut néanmoins donner quelques indications supplémentaires.

### Pour les chèvres

#### Phase de pose des chèvres
Il faut commencer à jouer sur les bords afin d'éviter une capture prématurée des chèvres. Cependant pour espérer prendre l'avantage lors de cette phase il faut en outre chercher à :
- aligner les chèvres deux par deux pour empêcher leur capture par les tigres.
- préparer le moment où l'on sera obligé de poser des chèvres au centre du plateau afin qu'elle ne puissent être capturées.
- construire une « bergerie » (trou entouré entièrement de chèvres) dans lequel on pourra en toute sécurité jouer des coups d'attente. Une bergerie diminue aussi l'espace libre accessible au tigres. Ainsi dans le diagramme ci-dessous les chèvres ont une bergerie dans le coin supérieur droit.

#### Phase de déplacement des chèvres
- déplacer les chèvres de façon qu'elles soient toujours alignées deux par deux quand un tigre est à proximité.
- isoler les tigres loin les uns des autres.
- identifier des séquences de coups de longueur impaire pour donner le trait aux tigres et les forcer à casser leur position.
- utiliser les coups d'attente pour forcer les tigres à se déplacer sur des intersections défavorables. Ainsi dans le diagramme ci-dessous les chèvres peuvent jouer dans leur bergerie en haut à droite, obligeant les tigres à casser leur position dans laquelle les chèvres seraient sans cela forcées de sacrifier un pion.

### Pour les tigres

#### Phase de pose des chèvres
D'une manière générale les tigres ne peuvent espérer capturer des chèvres que lorsque celles-ci quittent le bord. Pour cela ils peuvent procéder de la manière suivante :
- se déplacer de façon à menacer plusieurs chèvres d'un coup, l'adversaire ne pourra en protéger qu'une au coup suivant.
- menacer une chèvre de façon que la seule manière de la protéger oblige à mettre une autre chèvre en prise.
- s'assurer que lorsque le bord est occupé entièrement, c'est le joueur chèvre qui devra le premier aller au centre (où les pions sont plus vulnérables). Ainsi dans la position ci-dessous si c'est aux chèvres de jouer les tigres pourrons forcer une capture contre toute défense[1], mais si c'est aux tigres de jouer ils doivent libérer une intersection du bord sur laquelle une chèvre pourra être posée sereinement.

- construire avec au plus trois tigres des zones où toute chèvre posée pourrait être capturée (par exemple deux tigres séparés de deux intersections), et ne plus bouger que les tigres ne faisant pas partie du piège. Ainsi dans le diagramme ci-dessous, toute chèvre posée sur l'une des intersections libres sera capturée ; pour obtenir cette position on place les tigres formant le grand triangle le plus vite possible et on laisse le quatrième se déplacer tout le long de la phase de pose jusqu'à ce que les chèvres soient bloquées.

#### Phase de déplacement des chèvres
- effectuer des menaces sur plusieurs chèvres en même temps.
- contrôler les intersections libres pour empêcher les chèvres d'y aller, comme celle ci-dessous.

- éviter qu'une chèvre ne s'insère entre deux tigres.
- regrouper les tigres.
- occuper les intersections qui permettent de se déplacer dans huit ou cinq directions plutôt que trois ou quatre.
- avoir une position qui oblige les chèvres à se sacrifier ou à créer une répétition de position.

## Bagh Chal et informatique
Le jeu a été résolu en plusieurs étapes. En 2004, la seconde phase de jeu est résolue (en comptant une répétition de coups comme une partie nulle) pour toutes les configurations possibles de début de phase de déplacement, et il a de plus été prouvé que le joueur ayant les tigres peut forcer la capture d'au moins trois chèvres pendant la phase de pose ; cependant il n'a pas été tout de suite possible de combiner les études des deux phases séparées pour donner un résultat théorique global sur le jeu. Un résultat global a été apporté par la suite en 2007, qui montre que dans le cas où l'on autorise les répétitions de coups, aussi bien les tigres que les chèvres peuvent forcer la partie nulle. Avec les règles proposées ici, qui interdisent aux chèvres de répéter une position à l'identique, il apparait donc que les tigres peuvent forcer la victoire.